# Atsushi Yoneyama
Pour les articles homonymes, voir Yoneyama.
Atsushi Yoneyama (米山 篤志, Yoneyama Atsushi) est un footballeur japonais né le 20 novembre 1976 à Utsunomiya reconverti entraîneur dans la préfecture de Tochigi au Japon.